# 建安省

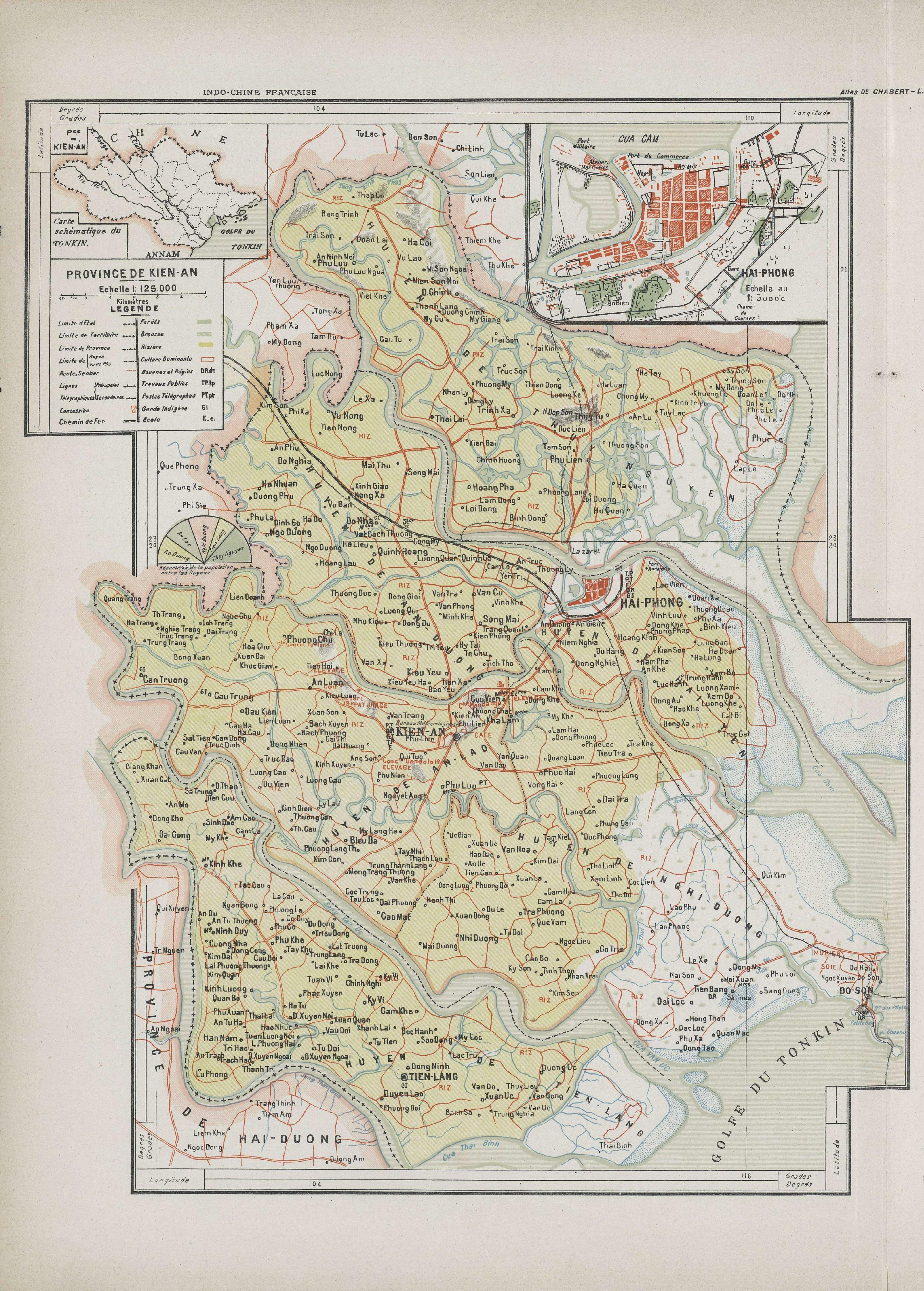
法属印度支那时期的建安省地图

建安省（越南语：／），是越南1906年至1962年之間的一個省份，涵蓋今天的海防市大部。

## 建置沿革
建安省的前身是阮朝设立的海陽省海防衙。同庆二年（1887年）十一月，阮朝朝廷在今海防市區增设海阳省海防衙，并将建瑞府宜阳县、安老县、安阳县划归海防衙管辖，殖民政府直接将海防衙视作“Province de Haiphong”（海防省）。
同庆三年（1888年），阮朝朝廷正式将河内、海防、岘港割让给法国。同年，法国总统签署命令，设立河内市、海防市和岘港市。
成泰四年（1892年），海阳省水源县划归海防衙管辖。次年（1893年）七月，阮朝朝廷再将先朗县和荆门府金城县划归海防衙，并正式将海防衙改设为海防省（越南语：／），设巡抚、按察使和商办各一名。后金城县划回海阳省。
成泰十年（1898年）正月，海防省省莅自海防市迁至安老县扶辇社，改省名为扶辇省（越南语：／）。成泰十八年（1906年）正月，扶辇省取建瑞府和安阳县首字，改名为建安省。后海防市外城（郊区）设为海安县，划归建安省管辖，而省蒞則設為建安市社。
1945年八月革命時，建安省下轄建安市社、建瑞府、海安縣、安老縣、安陽縣、水源縣、先朗縣1市社1府5縣。
1948年1月25日，越南政府将各战区合并为联区，战区抗战委员会改组为联区抗战兼行政委员会。第二战区、第三战区和第十一战区合并为第三联区，设立第三联区抗战兼行政委员会，建安省划归第三联区管辖。
1948年3月25日，北越政府废府为县，建瑞府改為建瑞縣。
1949年11月7日，水源縣劃歸廣安省管轄。
1950年3月4日，水源縣復歸建安省管辖。
1952年，海陽省永保縣劃歸建安省管轄。
1952年5月，建安省划归左岸区管辖。
1953年2月，因戰事需要，水源縣再次劃歸廣安省管轄。
1955年9月26日，建安省海安县划归海防市管辖。
1956年2月11日，鸿广区水源县划归建安省管辖。
1958年11月24日，胡志明签署敕令，自12月1日起撤销左岸区。建安省划归中央政府直接管辖。
1962年10月27日，建安省并入海防市。

## 行政区划
1962年，建安省下轄建安市社、安陽縣、安老縣、水源縣、永保縣、建瑞縣、先朗縣1市社6縣。